# صنعت چاپ ارمنی

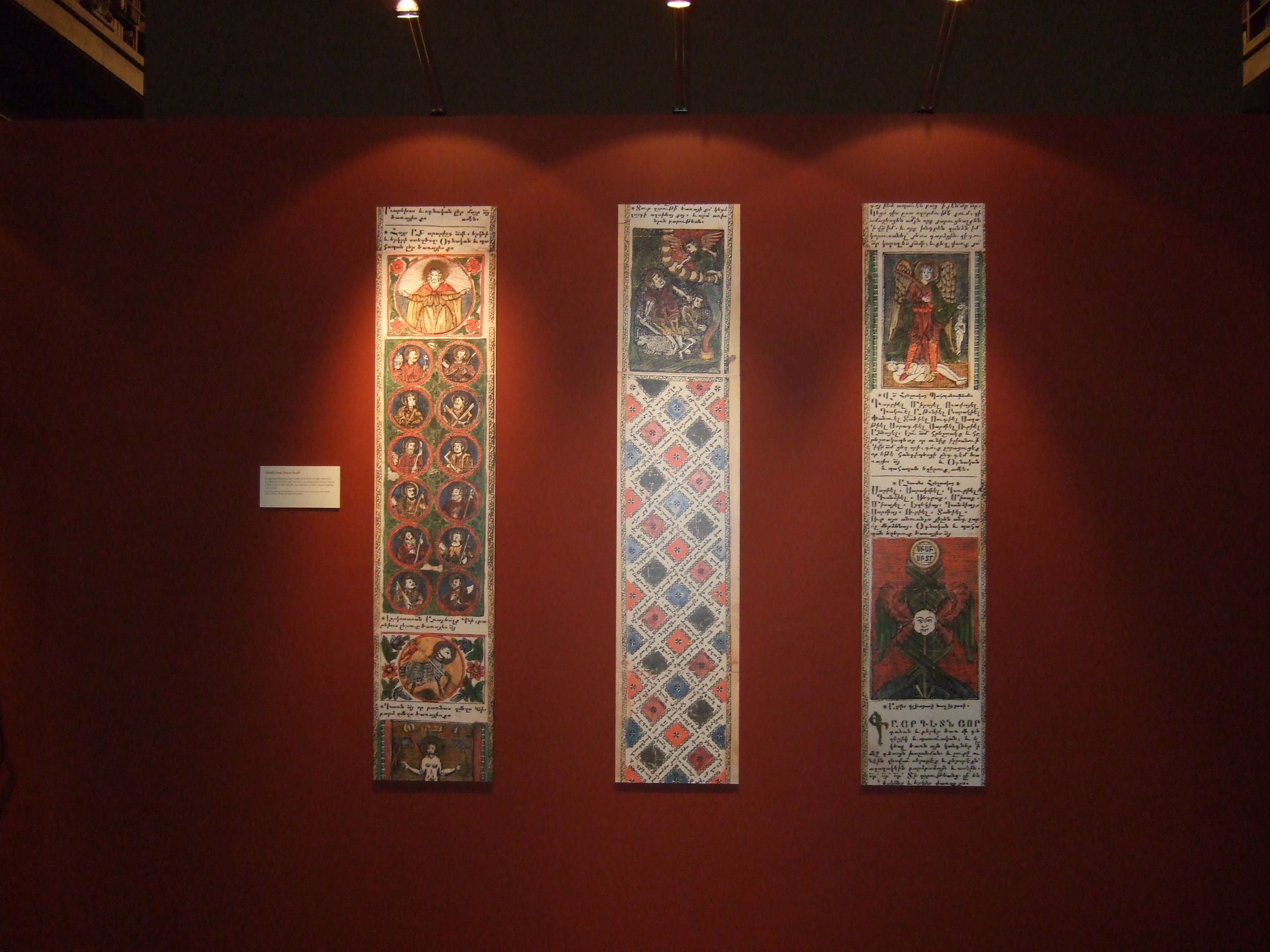
نمایشگاه ادبی در کتابخانه کنگره به مناسبت پانصدمین سالگرد صنعت چاپ ارمنیان.

صنعت چاپ ارمنی‌ صنعتی است که بعد از اختراع چاپ فشاری توسط یوهانس گوتنبرگ، برای اولین بار در آن صنعت نخستین نمونه چاپی حروف ارمنی بر روی چوب در کتابی که توسط «براید نباخ» در سال ۱۴۸۶ میلادی در شهر ماینتس چاپ شده بود ظاهر گردید.
نخستین کتاب به زبان ارمنی توسط یک روحانی ارمنی به نام هاکوپ مغاپارد (مغاپارد به معنی گناهکار) در سال ۱۵۱۲ میلادی در شهر ونیز به چاپ رسید. نام این کتاب مجموعه پزشکی اورباتاگیرک بود، اورباتاگیرک کتابی بود مشتمل بر دعا و مطالب پزشکی قرون وسطایی. کتاب شامل ۱۰۸ صفحه است.

## تاریخ
هاگوپ مغاپارد در سال ۱۵۱۳ میلادی چهار کتاب دیگر نیز منتشر کرد که به ترتیب تاریخ انتشار عبارتند از:
«باداراکاتِرت» به انگلیسی (Pataragatetr)، یا «باداراگاماتویتس» شامل سرودهای خاص مراسم کلیسایی، و دارای ۸۸ صفحه است و تنها کتابی است که در این دوره دارای شناسنامه و اطلاعاتی در مورد محل و سال و مسئول چاپ می‌باشد. «آغتارک» به انگلیسی (Aghtark)، با مضمون نجوم، خرافات سده‌های میانه و مطالب پزشکی، کلمه آغتارک همان کلمه اختر فارسی به معنی ستاره است؛ بنابراین آغتارک به معنی کتاب پیش‌بینی به کمک اخترشناسی می‌باشد. این کتاب در سال ۱۵۱۳ میلادی به چاپ رسید.

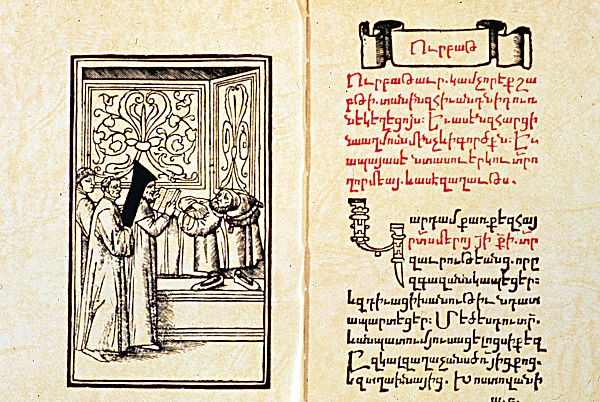
کتاب مجموعه پزشکی اورباتاگیرک.

«بارزاتومار» به انگلیسی (Parzatumar)، شامل تقویم (۳۶ سال) و پیشگویی است. کلمه بارزاتومار به معنی مجموعه اعیاد کلیسایی است و از ۵۹ ورق تشکیل می‌شود و در سال ۱۵۱۳ میلادی چاپ گردیده است. «تاغاران» به انگلیسی (Tagharan)، که مجموعه گزیده آثار نرسس شنورهالی، فریک، «مگردیچ نقاش»، «هوانس تلکورانتسی» و دیگر نویسندگان سده‌های میانه می‌باشد و در سال ۱۵۱۳ میلادی به چاپ رسیده‌است.
کارهای چاپی هاکوپ مغابارد دو رنگ (سیاه و قرمز) و دارای تزئینهایی به صورت کادر اکثراً در بالای صفحات هستند. حروف استفاده شده در کار چاپی او دو نوع هستند حروف بزرگ و حروف کوچک.
دربارهٔ خود هاکوپ آگاهی کمی در دست است. تا آنجا که میدانیم او یکی از بازرگانان اهل جوغا بود که برای انجام کارهای تجاری به ایتالیا مهاجرت کرده بود. فعالیت چاپخانه هاکوپ مغاپارد سه سال ادامه یافت اما پس از آن چاپ ارمنی حدود نیم سده موجودیت خود را از دست داد. با این حال ونیز محل تأسیس دومین و سومین چاپخانه‌های ارمنی در سده ۱۶ بود و تا اوایل سده ۱۸ میلادی
تأمین‌کننده عمده و اصلی کتابهای چاپی ارمنی محسوب می‌شد.
کارهای هاکوپ مغاپارد را «آبکار توخاتتسی» به انگلیسی (Abkar Tokhattsi)، معروف به «آبکار دبیر» که از اخلاف پادشاهان ارمنی بود ادامه داد. چگونگی استقرار آبکار دبیر در ونیز اینگونه است. از آن جا که او یکی از چهره‌های سرشناس جنبشهای رهایی بخش ارمنی در سده ۱۶ میلادی بود در سال ۱۵۶۲ میلادی از جانب جاثلیق «میکایل سباستاتسی» همراه پسرش «سلطانشاه» و چند نفر روحانی به ایتالیا اعزام می‌گردد و آنان در سال ۱۵۶۴ میلادی به مقصد می‌رسند. در سال ۱۵۶۵ میلادی چاپخانه ارمنی را در ونیز تأسیس کرد و اولین تقویم ارمنی را به نام «تقویم متنوع زیبا و سودمند» همراه با کتاب «ساغموساران» یا «زیور» را به چاپ رساند.

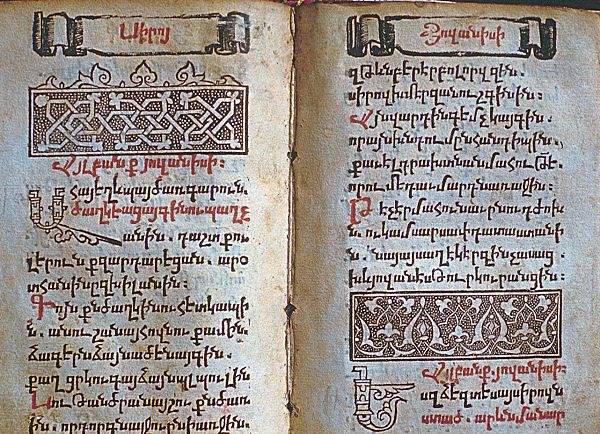
کتاب تاغاران
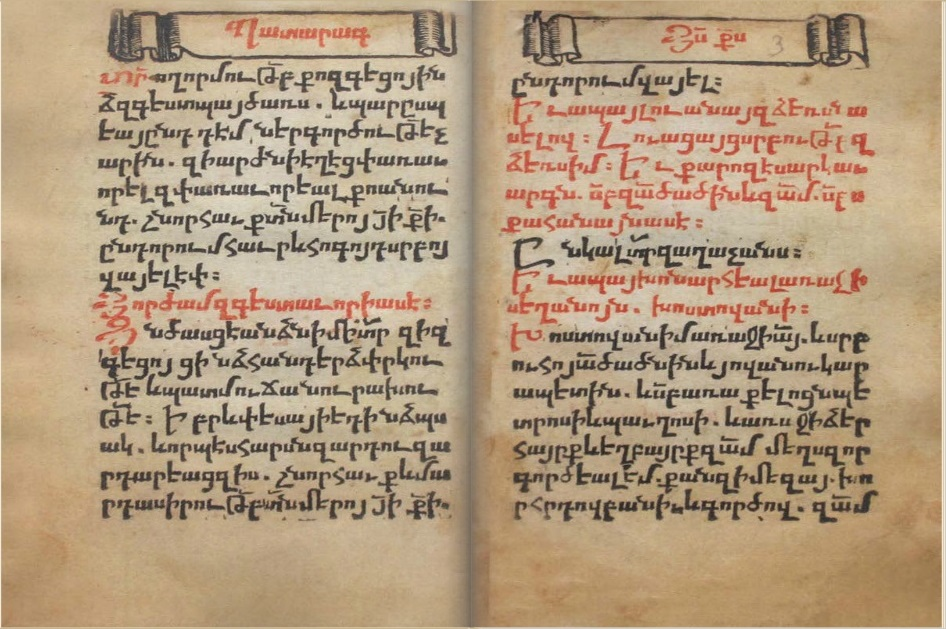
کتاب باداراکاتِرت
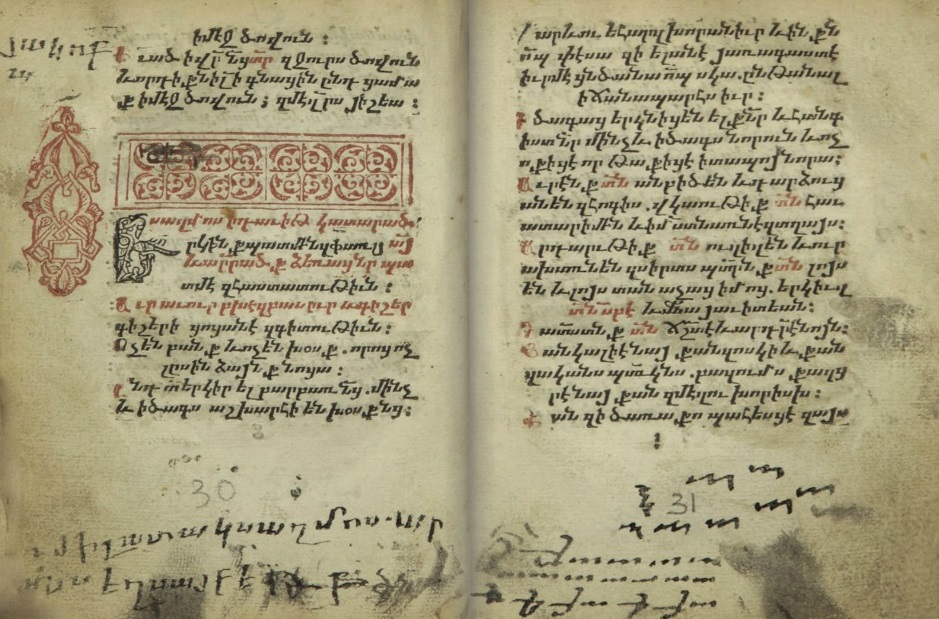
کتاب ساغموساران

آبکار پس از چاپ «تقویم» و «ساغموساران» چاپخانه اش را به قسطنطنیه منتقل کرد و در سال‌های ۱۵۶۷ تا ۱۵۶۹ میلادی شش عنوان کتاب دیگر به چاپ رساند:
کتاب «دستور زبان کوچک» (۱۵۶۷ میلادی) «تقویم اعیاد»، «بارزاتومار»، «تاغاران»، «باداراکاماتویتس» (۱۵۶۸ میلادی) و «ماشتوتس» (۱۵۶۹ میلادی)
در نخستین سده عمر چاپ ارمنی ۳۳ عنوان کتاب ارمنی و کتابهای حاوی قطعات ارمنی چاپ گردید که از این میان ۱۹ کتاب کاملاً ارمنی توسط ارمنیان به چاپ رسید.

## صنعت چاپ ارمنی در ایران

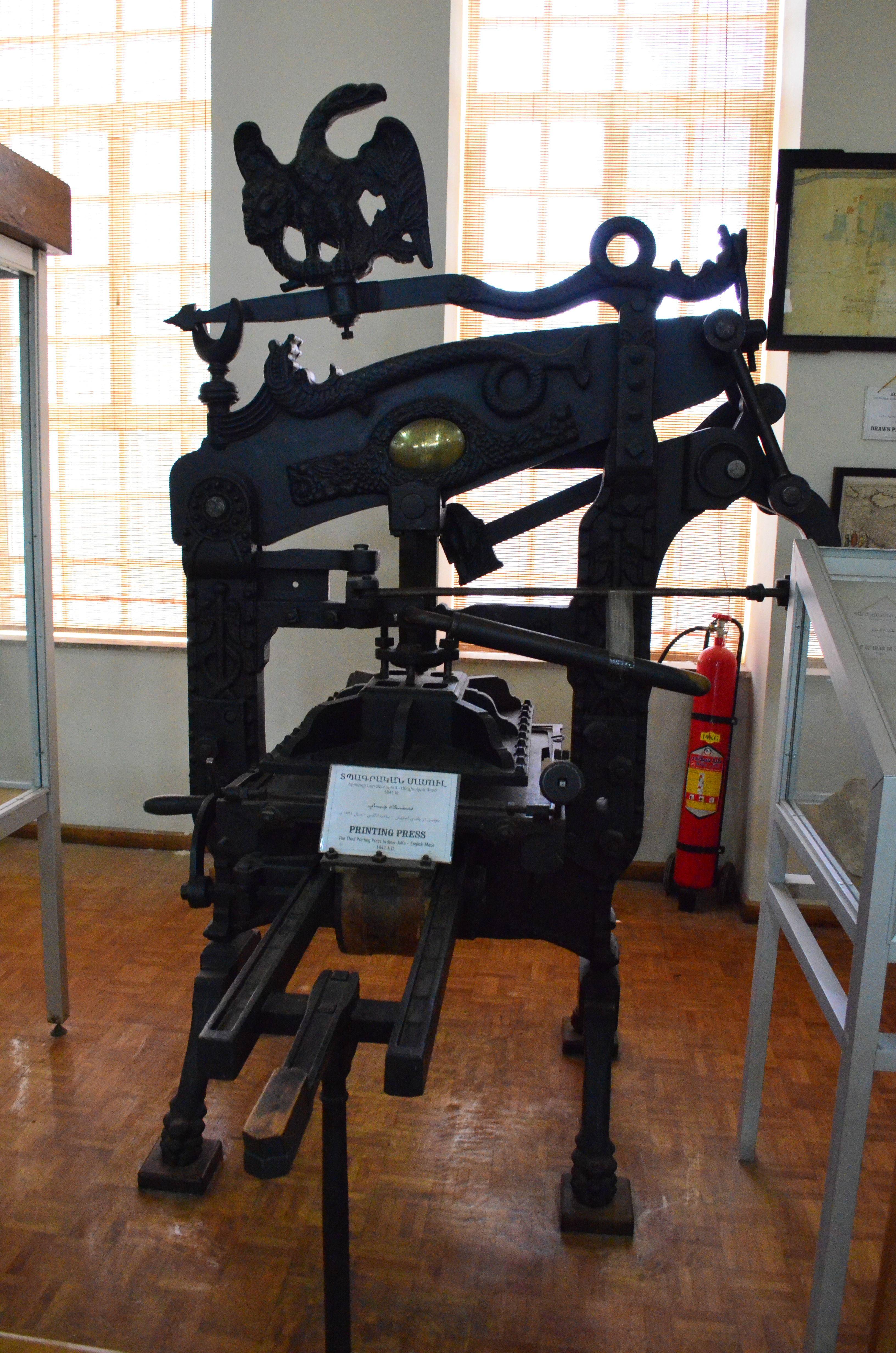
سومین ماشین چاپ در جلفای اصفهان سال ۱۸۴۴ میلادی

خلیفهٔ وقت ارمنی‌های جلفای اصفهان، خاچاطور کساراتسی به همراه روحانی دیگری به نام «سیمون» به لهستان سفر کرد تا به برخی از مشکلات جامعهٔ ارمنیان آن کشور در خصوص مسائل دینی آن دیار سر و سامان دهد؛ در آنجا از چاپ کتاب آگاه گردید. چون به جلفا بازگشت درصدد برآمد چاپخانه‌ای دایر نماید. بر این اساس، یکی از روحانیان را به اروپا گسیل داشت تا در این زمینه تحقیق کند. پس از بازگشت این روحانی، بر اساس توضیحات و مشاهدات وی و بدون دسترسی به تجربهٔ کافی، استادان ارمنی جلفا با همکاری خلیفه دست به کار شدند و تمامی وسایل چاپ از قبیل ماشین چاپ، حروف، کاغذ مرکب و غیره را با دست تهیه و اقدام به ساخت آن کردند. آن‌ها پس از یک سال و پنج ماه تلاش موفق شدند اولین کتاب را در ایران چاپ کنند و این سرآغاز تاریخ چاپ در ایران بود.
نخستین کتاب «زبور داوود» بود که در سال ۱۶۳۸ میلادی چاپ شد. یک سال و پنج ماه برای چاپ این کتاب وقت صرف شد. در یادداشت‌های این کتاب نوشته شده‌است:
«یک سال و پنج ماه است که روز و شب بدون وقفه با کل اعضاء حوزهٔ علمیه به کار مشغولیم، برای اینکه نه از جایی دیده‌ایم و نه استادی داشته‌ایم.»
دومین کتاب به نام «هاراتس وارگ» در سال ۱۶۴۱ میلادی به چاپ رسید. کتاب مزبور شرح حال روحانیون ارمنی، تارک دنیاها و پندنامه است. این کتاب تنها در پانصد نسخه، با حروف بسیار درشت و صفحات دو ستونه، به چاپ رسانند.
کتاب «خورهر تاددر» سومین کتابی بود که در چاپخانه وانک در سال ۱۶۴۱ میلادی به چاپ رسید. در سال ۱۶۴۲ میلادی چهارمین کتاب به نام «ژاماگیرک آدنی» چاپ شد؛ که از نظر شکل ظاهری، در مقایسه با کتاب اول، دارای حروف کوچکتر و زیباتر و چاپی منظم تر و مرتب تر بود و بخش‌هایی از آداب انجام مراسم کلیسایی را شامل می‌شد. کتاب ژاماگیرک آدنی مزین به تصاویر زیبایی از حروف ارمنی به شکل پرندگان و تزیینات قوسی شکل به سبک ارمنی است که احتمال می‌رود کار میناس، نقاش اهل جلفا، باشد. در یادداشت‌های این کتاب نوشته شده‌است:
«... زیرا خاچاطور هر روز آثار چاپی را در میان ملل لاتین مشاهده می‌کرد و آرزو داشت که ارمنیان نیز از این نعمت برخوردار باشند. باید همراه ذکر نام این پدر مقدس و شاگردان پاک‌سرشت او نامهای سیمون، داویت، مگردیچ، باغداسار و بقیه را ذکر کنیم و نیز وارداپت هُوْهانِس را، که به کشورهای لاتین سفر کرد تا از آن‌ها بیاموزد و به ارمنستان بازگردد این صنعت را به ارمنیان بشناساند».
چاپخانهٔ جلفای اصفهان پس از وقفه‌ای طولانی از ۱۸۷۲میلادی بار دیگر شروع به کار کرد با همت شخصی به نام مانوک هوردانانیان بار دیگر صنعت چاپ در محله جلفا (اصفهان) رونق گرفت. هوردانانیان ضمناً بنیان‌گذار مدرسه‌ای دخترانه در جلفا بود. او، که در جاوه زندگی می‌کرد، یک دستگاه کامل چاپ به زادگاهش، جلفا، فرستاد (۱۸۴۴ میلادی)، تا در کلیسای وانک از آن استفاده شود. این دستگاه چاپ به مدت ۲۸ سال بی استفاده ماند تا اینکه در ۱۸۷۲میلادی با کوشش خلیفهٔ وقت، اسقف «گریگوریس هوانسیان»، راه‌اندازی شد و کتبی خاص تعلیم زبان ارمنی منتشر کرد.
به کوشش اسقف «استپانوس مخیتاریان»، خلیفه ارمنیان آذربایجان، در سال ۱۸۸۹ میلادی یک دستگاه ماشین چاپ برای رفع نیازهای مدرسه «آرامیان» تهیه شد. این چاپخانه پس از هشت سال تحت نظارت خلیفه گری ارمنیان آذربایجان قرار گرفت و چاپخانه خلیفه گری نامیده شد. در سال ۱۹۰۳ میلادی خلیفه ارمنیان آذربایجان «یقیشه مرادیان» به باکو سفر کرد. در باکو «میرزاجان میرزابگیان»، کارخانه دار بزرگ ارمنی که در مسکو و باکو کارخانه دخانیات داشت، یک دستگاه ماشین چاپ به خلیفه اهدا کرد. این ماشین چاپ در تبریز حدود هشتاد سال از آن استفاده شد. هم‌اکنون این ماشین چاپ در موزه خلیفه گری آذربایجان نگهداری می‌شود.
پس از اینکه ارمنیان در تهران استقرار یافتند و فعالیت‌های اجتماعی و فرهنگی خود را شروع کردند، یکی از اعضای انجمن دوستداران علم و دانش به نام «میکائیل مارکاریان» نامه‌ای به جامعه ارمنیان مقیم جاوه نوشت و از آنان تقاضای یک دستگاه ماشین چاپ کرد. در پاسخ به آن مبلغ یک هزار گیلدر، برابر با ۲۷۵ تومان جمع‌آوری کردند و به تهران فرستادند. چون بهای یک دستگاه ماشین چاپ در آن زمان ۸۰۰ تومان بود، مابقی مبلغ را از خانواده‌های ارمنی‌های تهران جمع‌آوری کردند و یک دستگاه ماشین چاپ از استانبول خریداری کردند. بدین ترتیب در دهه آخر سده نوزدهم، اولین چاپخانه ارمنیان نهران شروع به کار کرد. این چاپخانه را به سپاس مبلغ اهدایی ارمنیان مقیم جاوه، جاواهای، یعنی ارمنیان جاوه نام گذاشتند.

## صنعت چاپ ارمنی در ترکیه
امیر «ابراهیم ترزیان»، در ۱۸۲۴ میلادی، اقدام به تأسیس چاپخانه کرد. او کتاب‌های چاپ شدهٔ خود را به منظور ترویج فرهنگ به صورت رایگان به اقصی نقاط مملکت و حتی روستاها ارسال می‌کرد.
ارمنیان برای تُرک زبانان نشریات مختلفی را چاپ و منتشر ساختند از جمله نویسندهٔ معروف ارمنی، هاکوپ بارونیان، مجله‌ای به نام «تأتر» و چندین کتاب که بیشتر آن رمان بود و دکتر «هوترجیان» مجلهٔ پزشکی «صحت» را منتشر کردند. اغلب ناشران، مترجمان و حروف چینان آن دوره نیز از میان ارمنیان بودند.
«بوقوس آراپیان» (هُوهانیسیان، آراپ اوقلو) متولد ۱۷۴۲ میلادی در شهر آکن، در زمان سلیم سوم، بوقوس به اتفاق پدرش به قسطنطنیه مهاجرت کرد به منزلهٔ دستیار و شاگرد پدرش «هُوهانِس آساطوریان»، که در زمینهٔ چاپ و نشر فعالیت می‌کرد، مشغول به کار شد. دستگاه چاپ را مورد بررسی دقیق قرار داد و صنعت چاپ را کاملاً مطالعه کرد. سپس، دست به تکمیل و ارتقای دستگاهی زد که پدرش آن را ویژهٔ حروف الفبای زبان ارمنی ابداع کرده بود. آراپیان پس از تکمیل اطلاعات و امکانات خود در زمینهٔ چاپ دست به ریخته گری حروف الفبای زبان‌های گرجی و تُرکی زد. در ۱۷۶۰میلادی، تعداد انگشت شماری چاپخانه در قسطنطنیه وجود داشت و به‌طور ثابت و تمام وقت کار نمی‌کردند.
در ۱۷۷۰ میلادی، بوقوس آراپیان به منزلهٔ ریخته گر ماهر حروف به اندازه‌ای معروف شده بود که پادشاه گرجستان، هراکلیوس دوم، در اواخر ۱۷۸۱میلادی، وی را به تفلیس دعوت کرد. آراپیان در تفلیس دست به ریخته گری حروف الفبای گرجی و تأسیس چاپخانه زد. «هشت هزار داهِکان» از پادشاه گرجستان پاداش گرفت.
آراپیان خدمات قابل تقدیری به امپراتوری عثمانی کرده. وی در ۱۷۹۱میلادی دست به ابداع حروف تُرکی (نِسیه و تالیک)(نستعلیق) زد که بعدها بنا به خواست خودش «آراپ اقلو» نامیده شد. سلطان محمود دوم پس از آشنایی با صنعت چاپ و آگاهی از اسرار آن سلطان به خاطر نوآوری آراپیان از او قدردانی و در ۱۸۱۶میلادی وی را، به مقام مدیر مخصوص چاپخانهٔ امپراتوری منصوب کرد. بنابر فرمان سلطان، بوقوس آراپیان و چهار فرزند وی از تمام مالیاتها و عوارض معاف و صاحب عنوانی خاص شدند.
از ۱۱ نوامبر ۱۸۳۱میلادی چاپخانهٔ دربار شروع به نشر نخستین روزنامهٔ رسمی امپراتوری عثمانی با نام تقویم وقایع، و همچنین نسخهٔ ارمنی زبان آن با نام اعلام اخبار امپراتور بزرگ عثمانی کرد. این روزنامه با شمارگان پانصد نسخه منتشر می‌شد.
در چاپخانهٔ آراپیان کتابهای ارزشمندی به طبع رسیدند، کتابهایی مانند: «ژاماگیر» در ۱۷۹۹میلادی، «نارِک»، «شاراکان»، در ۱۸۰۵میلادی، کتاب مقدس «آراکل سوقومونی» در ۱۸۰۵میلادی، «آگاتانگقوس» در ۱۸۲۴میلادی، «دستور زبان ارمنی» در ۱۸۲۶میلادی. بوقوس آراپیان در ۱۸۳۵میلادی، در ۹۵ سالگی، درگذشت.

## مطالعه بیشتر
- Aslanian, Sebouh David. "THE EARLY ARRIVAL OF PRINT IN SAFAVID IRAN: NEW LIGHT ON THE FIRST ARMENIAN PRINTING PRESS IN NEW JULFA, ISFAHAN (1636-1650, 1686-1693)" (PDF).